# José María Arancedo
José María Arancedo (ur. 26 października 1940 w Buenos Aires) – argentyński duchowny katolicki, arcybiskup Santa Fe de la Vera Cruz w latach 2003–2018.

## Życiorys
Święcenia kapłańskie otrzymał 16 grudnia 1967 i został inkardynowany do diecezji Lomas de Zamora. Pracował duszpastersko w Burzaco oraz w Lomas de Zamora (parafia katedralna), był także profesorem i rektorem seminarium w La Placie. Po studiach teologicznych w Rzymie został wikariuszem generalnym diecezji.

### Episkopat
4 marca 1988 papież Jan Paweł II mianował go biskupem pomocniczym diecezji Lomas de Zamora, ze stolicą tytularną Selemselae. Sakry biskupiej udzielił mu 6 maja 1988 ówczesny ordynariusz Lomas de Zamora - bp Desiderio Elso Collino.
19 listopada 1991 został mianowany biskupem diecezji Mar del Plata, zaś 15 grudnia 1991 kanonicznie objął urząd.
13 lutego 2003 Jan Paweł II mianował go arcybiskupem metropolitą Santa Fe de la Vera Cruz.
W listopadzie 2011 został wybrany przewodniczącym Konferencji Episkopatu Argentyny. Funkcję tę pełnił do 7 listopada 2017.
17 kwietnia 2018 przeszedł na emeryturę.